# Аппарат Боброва

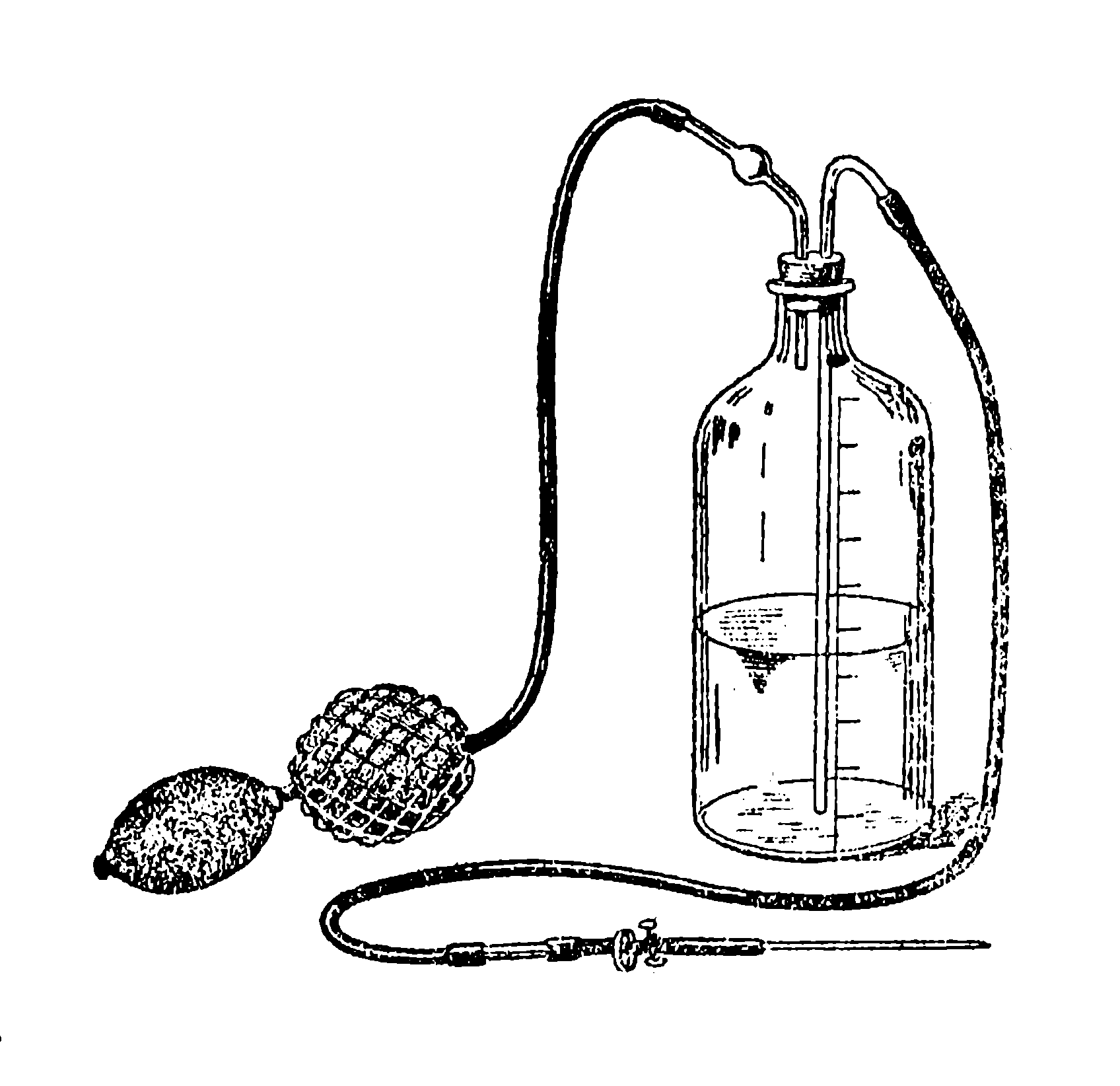
Аппарат Боброва для подкожных инъекций

Аппара́т Бобро́ва — устройство для выполнения различных медицинских манипуляций. Представляет собой стеклянный градуированный сосуд объёмом 0,5—1 л с герметичной резиновой пробкой, в которую вставлены две полые трубки: длинная, опускаемая в раствор, и короткая, находящаяся над раствором. От трубок отходят гибкие шланги.

## История

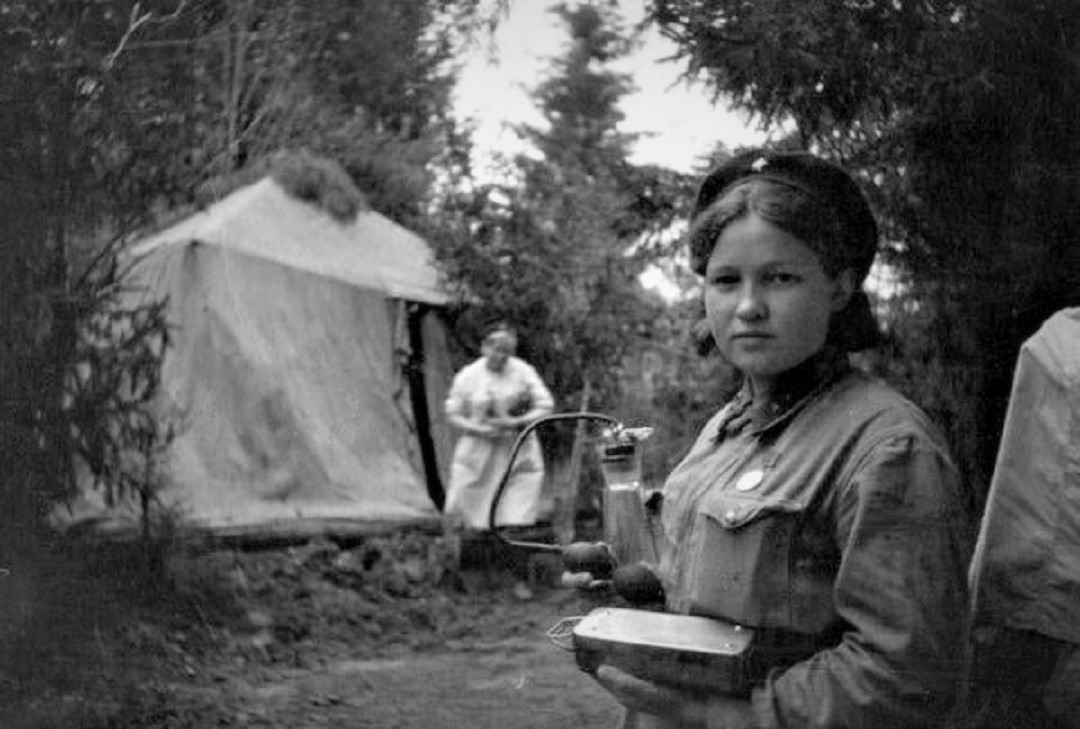
В медсанбате. В руках у сержанта медицинской службы стерилизатор и аппарат Боброва. 1942 г. Фото М. Калашникова

Впервые это устройство было предложено профессором Московского государственного университета, хирургом Александром Алексеевичем Бобровым (1850—1904) для подкожного введения больших объёмов физиологического раствора и 5 % раствора глюкозы. Раствор подогревался до температуры 38—40 °C и вводился подкожно в переднюю область бедра или боковую часть живота. К короткой трубке подключалась резиновая груша, при помощи которой воздух вручную нагнетался в сосуд. Раствор, вытесняемый нагнетаемым воздухом, поднимался по длинной трубке и выходил по гибкому шлангу и далее в иглу, вставляемую под кожу пациенту. Раствор вводился медленно, со скоростью не более 1 л в час. Во время процедуры место вливания слегка массируют для ускорения рассасывания раствора под кожей. Данный метод введения лекарственного препарата применялся в случае обезвоживания организма, при больших кровопотерях, иногда при диабетической коме.

## Применение
В оксигенотерапии аппаратом Боброва увлажняют чистый кислород, который поступает в сосуд по длинной трубке, проходит через воду, 40 % или 96 % этиловый спирт или 2 % раствор гидрокарбоната натрия, или эуфиллин и выходит по короткой трубке к пациенту.
При подготовке пациента к ирригоскопии модифицированным аппаратом Боброва, поочерёдно, в прямую кишку подаётся воздух и рентгенконтрастное вещество (метод двойного контрастирования).
Аппарат Боброва используется для отсасывания воздуха (при пневмотораксе) или жидкости из плевральной полости, для промывания полостей и ран, приготовления кислородного коктейля.